# School House Corner

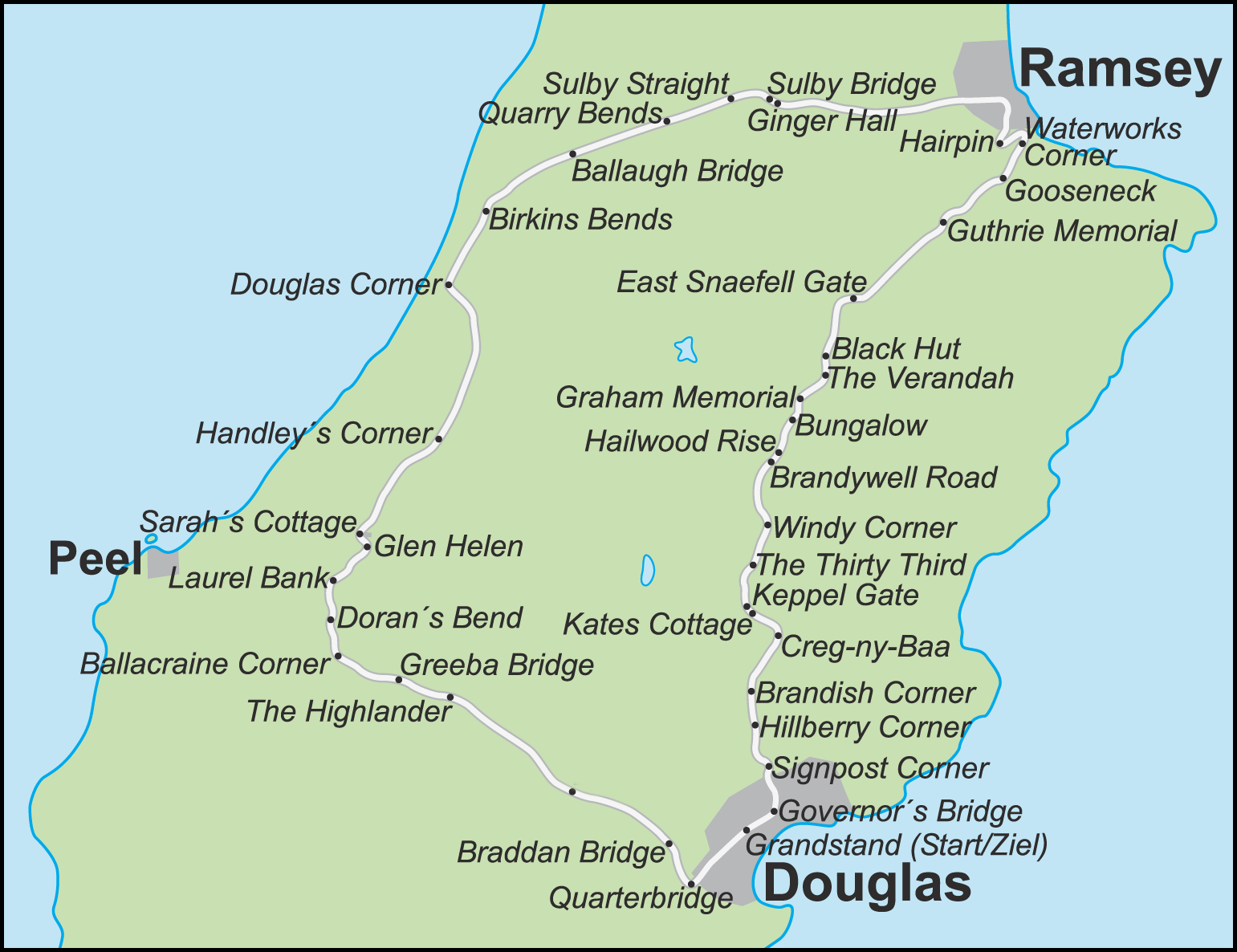
School House Corner ligt langs de Snaefell Mountain Course ongeveer bij het binnenkomen van Ramsey.

De Mountain Course in en rond Ramsey

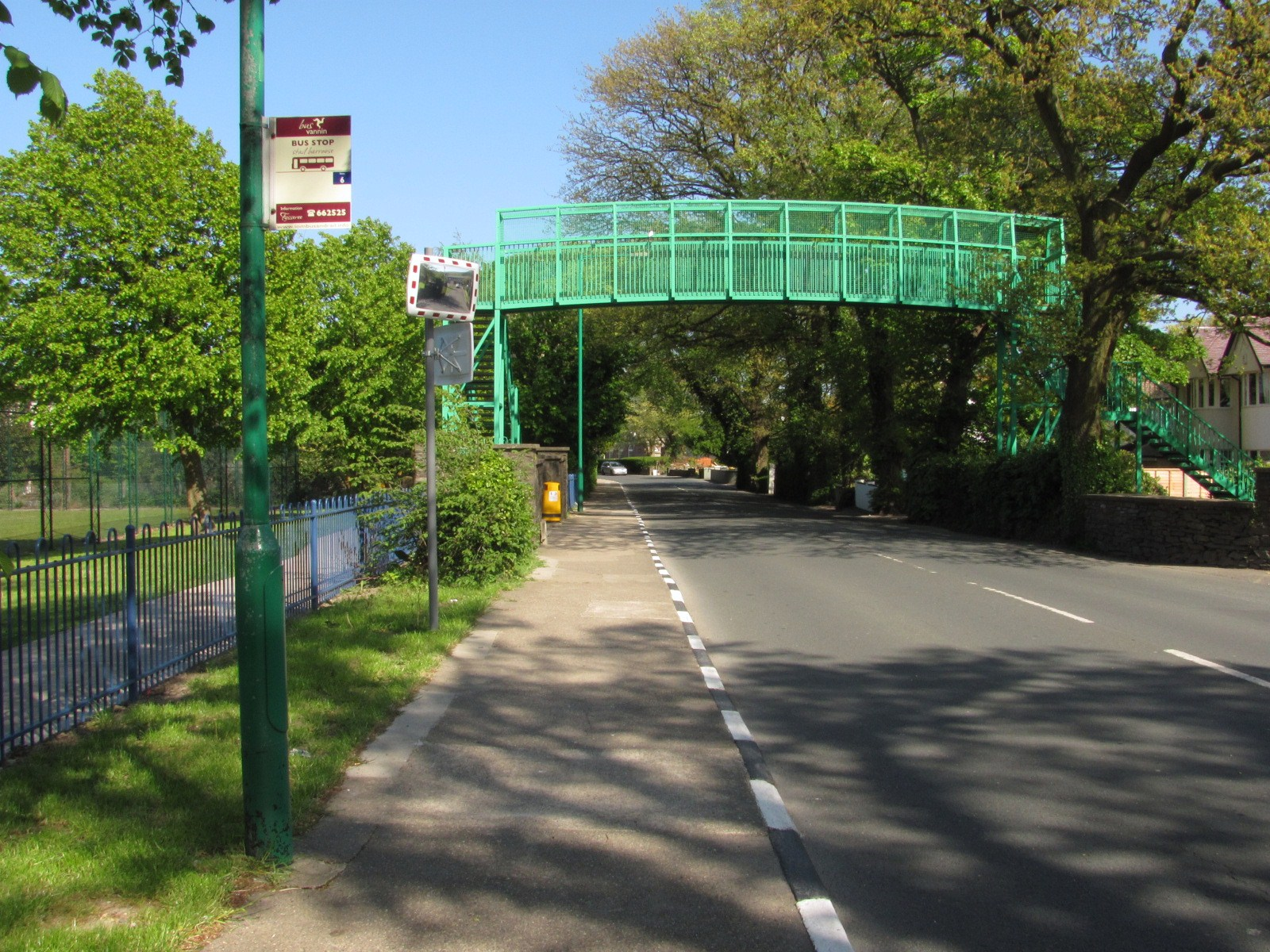
voetgangersbrug vlak voor School House Corner

School House Corner (voorheen bekend als Crossags) is een bocht in de A3 in de civil parish Lezayre op het eiland Man. 
De naam "Crossags" werd gebruikt vóór de bouw van de lagere school "Scoill Ree Gorree", maar daarna werd het "School House Corner". Deze bocht ligt bij Crossags Lane in Lezayre Road. Het hele gebied doet zijn naam tegenwoordig eer aan, want vanaf Milntown passeert men aan de linkerkant de Auldyn Infants (kleuter)school en rechts de Ramsey Grammar school. Daarna volgt een permanente voetgangersbrug die de kinderen in staat stelt van elkaars sportvelden gebruik te maken en in de bocht zelf ligt Scoill Ree Gorree, die tegenwoordig een samenwerkingsverband met de Auldyn Infants school heeft onder de naam "Bunscoill Rhumsaa". 

## Isle of Man TT en Manx Grand Prix
School House Corner ligt ook tussen de 23e en 24e mijlpaal van de Snaefell Mountain Course, het stratencircuit dat gebruikt wordt voor de Isle of Man TT en de Manx Grand Prix. Crossags maakte ook al deel uit van de Four Inch Course die van 1908 tot 1922 werd gebruikt voor de RAC Tourist Trophy. 

### Circuitverloop

#### Lezayre Road
De coureurs naderen School House Corner via Lezayre Road met hoge snelheid, want als ze goed door de bochten bij Milntown Cottage zijn gekomen kunnen ze het gas ongeveer een kilometer lang open houden. Net als het hele deel vanaf Ballaugh is ook dit circuitdeel berucht om zijn oneffenheden in het wegdek. De voetgangersbrug kan een goed markant punt vormen voor het aansnijden en aanremmen voor School House Corner. 

#### School House Corner (Russel's Corner)
School House Corner is een tamelijk snelle bocht, maar het slechte wegdek drukt de snelheid behoorlijk. In 1935 sprak Graham Walker nog over een snelheid van 160 kilometer per uur, maar in 1965 reed Mike Hailwood slechts 145 km/h. Zowel solo- als zijspanrijders worden door de oneffenheden naar de buitenbocht gedreven, waar ze vroeger een beetje hulp kregen van een bushalte als uitwijkmogelijkheid. Tegenwoordig is er nog wat meer ruimte, want de bushalte is vervangen door een lange parkeerhaven om de schoolkinderen op te halen. Toch sneed zijspancoureur Dave Saville de bocht nooit via de "ideale lijn" rechts aan. Hij bleef in het midden van de weg, omdat het wegdek daar beter was. Een tijdje is de naam Russel's Corner gebruikt, nadat Benjy Russel hier verongelukte tijdens de Lightweight Race van de Manx Grand Prix van 1947. Benjy Russel was echter een amateur en geen "grote naam" en de naam raakte later weer in onbruik. Opvallend is dat alle fatale ongevallen bij School House Corner gebeurden met amateurs tijdens de Manx Grand Prix.

## Gebeurtenissen bij School House Corner
- Op 9 september 1947 verongelukte Benjy Russell met een Moto Guzzi Albatros tijdens de Lightweight Race van de Manx Grand Prix.
- Op 7 september 1990 verongelukte Kevin Howe met een Honda VFR 750 tijdens de Senior Race van de Manx Grand Prix.
- Op 31 augustus 2002 verongelukte Phil Hayhurst met een 125 cc Yamaha rijdens de Ultra-Lightweight Race van de Manx Grand Prix.

(Markante punten in cursief zijn onofficiële punten of worden alleen gebruikt binnen Marshal Sectors)
1e mijl:
TT Grandstand ·
Nobles Park ·
St Ninian's Crossroads ·
Bray Hill ·
Ago's Leap ·
Quarterbridge Road ·
1st Milestone ·
2e mijl:
Wal Handley Memorial Seat ·
Quarterbridge ·
Port-y-Chee Meadow ·
Braddan Bridge ·
Jubilee Oak ·
Braddan Bridge House ·
Braddan Depot ·
Snugborough (Cronk Dhoo) ·
2nd Milestone ·
3e mijl:
Union Mills (Mullen Dhoo, Mwyllin Dhoo Aah, Mullin Doway) ·
Railway Inn ·
Ballahutchin Hill (Elm Bank Hill) ·
3rd Milestone ·
4e mijl:
Ballafreer ·
Glenlough ·
Ballagarey Corner ·
Glen Vine (Glen Darragh) ·
Ballabeg ·
4th Milestone ·
5e mijl:
Crosby ·
Crosby Left (Vicarage Corner) ·
Crosby Cross-Roads ·
5th Milestone ·
6e mijl:
Crosby Hill (Ballaglonney Hill of Halfway Hill) ·
Halfway House (The Waggon & Horses) ·
St Trinian's ·
The Highlander ·
Greeba Verandah ·
Pear Tree Cottage ·
Greeba Castle ·
6th Milestone ·
7e mijl:
Appledene (Shimmin's Corner) ·
Central Valley (Greeba Gap) ·
Greeba Bridge ·
The Hawthorn ·
Knock Breck ·
Gorse Lea ·
7th Milestone ·
8e mijl:
Ballagarraghyn ·
Ballacraine ·
Ballaspur ·
Ballig ·
8th Milestone ·
9e mijl:
Ballig Bridge ·
Doran's Bend ·
Laurel Bank ·
9th Milestone ·
10e mijl
Glen Moar Mill ·
Black Dub ·
Quarter-Distance Marker ·
The Vaish ·
Glen Helen (Glen Rhenass) ·
Sarah's Cottage ·
Creg Willey's Hill ·
10th Milestone ·
11e mijl:
Lambfell Beg ·
Lambfell (Moar) Cottage ·
Cronk-y-Voddy (Cronk-y-Voddy Straight) ·
Cronk-y-Voddy Cross Roads ·
Molyneux's ·
Cronk Bane Farm ·
11th Milestone ·
12e mijl:
Drinkwater's Bend ·
Handley's Corner (Cronk-y-Fedjag, Ballamenagh) ·
12th Milestone ·
13e mijl:
McGuinness's (Shoughlaigue Bridge) ·
Ballaskyr ·
Barregarrow Cross Roads (Cronk Aashen) ·
Barregarrow ·
Little Bray ·
Barregarrow Bottom ·
Cammal Farm ·
Cronk Urleigh ·
13th Milestone ·
14e mijl:
Ballalonna Bridge ·
Westwood Corner ·
Ballakinnag ·
14th Milestone ·
15e mijl:
Douglas Road Corner ·
Glen Wyllin Corner ·
The Mitre ·
Dave Saville Memorial Seat ·
Kirk Michael ·
The White House ·
15th Milestone ·
16e mijl:
Birkin's Bend ·
Rhencullen ·
Bishopscourt ·
Bishopscourt Farm Bends ·
Bishopscourt Straight ·
Orrisdale North ·
16th Milestone ·
17e mijl:
Dub Cottage (Bishop's Dub) ·
Alpine Cottage ·
Balla Cobb ·
17th Milestone ·
18e mijl:
Ballaugh Bridge ·
Ballaugh ·
Gwen's ·
Ballacrye Corner ·
Ballacrye ·
18th Milestone ·
19e mijl:
Quarry Bends ·
Ballavolley ·
Wildlife Park ·
Sulby Straight ·
Half-distance Marker ·
19th Milestone ·
20e mijl:
Sulby ·
Sulby Glen Hotel ·
Sulby Crossroads ·
Sulby Bridge ·
20th Milestone ·
21e mijl:
Ginger Hall ·
Kerrowmoar ·
21st Milestone ·
22e mijl:
Glen Duff ·
Glentramman ·
Temple Corner (Water Through Corner) ·
Glentramman Loop Road ·
Churchtown ·
Caravan ·
22nd Milestone ·
23e mijl:
Lezayre War Memorial ·
Ballakillingan ·
Conker Fields ·
K-tree ·
Sky Hill ·
Milntown Cottage (Pinfold Cottage) ·
Milntown Bridge (Glen Auldyn Bridge) ·
Milntown ·
Gardener's Lane ·
23rd Milestone ·
24e mijl:
Lezayre Road ·
School House Corner (Crossags, Russel's Corner) ·
Parliament Square ·
Queen's Pier Road ·
Ramsey Depot ·
Cruickshanks Corner ·
May Hill ·
24th Milestone ·
25e mijl:
Whitegates ·
Stella Maris ·
Ramsey Hairpin ·
Little Gooseneck ·
Water Works Corner ·
Ballure Reservoir ·
Mountain Section ·
Tower Bends ·
25th Milestone ·
26e mijl:
Gooseneck ·
Joey's (26th Milestone) ·
27e mijl:
Guthrie's Memorial ·
The Cutting ·
27th Milestone ·
28e mijl:
Milligan's Bridge ·
Mountain Mile ·
28th Milestone ·
29e mijl:
Three-Quarter distance marker ·
Mountain Box (East Mountain Gate, East Snaefell Gate) ·
29th Milestone ·
30e mijl:
Casey's (Rice's Corner, George's Folly) ·
Black Hut (Stonebreakers Hut, Shepherd's Hut) ·
John Smyth Memorial Shelter ·
Verandah ·
30th Milestone ·
31e mijl:
Bungalow Bridge ·
Stonebridge ·
Les Graham Memorial ·
Bungalow Bends ·
McIntyre Box ·
Murray's Museum ·
Joey Dunlop Memorial ·
The Bungalow ·
31st Milestone ·
32e mijl:
Hailwood's Rise ·
Hailwood's Height ·
Brandywell (West Mountain Gate, Beinn-y-Phott Gate, Bungalow Gate) ·
Duke's (32nd Milestone) ·
33e mijl:
Windy Corner (Nobles Corner) ·
Nobles Park Road ·
Slieu Lhost Quarry ·
Thirty-Third (33rd Milestone) ·
34e mijl:
Keppel Gate (Clarke's Corner) ·
Kate's Cottage (Shepherd's House) ·
34th Milestone ·
35e mijl:
Creg-ny-Baa (the Keppel Hotel) ·
Gob-ny-Geay (Sunny Orchard) ·
35th Milestone ·
36e mijl:
Brandish Corner (Telegraph Hill, O'Donnell's en Upper Hillberry Corner) ·
Hillberry Corner ·
36th Milestone ·
37e mijl:
Glen Dhoo Farm ·
Hillberry Road ·
Cronk-ny-Mona ·
Johnny Watterson's Lane ·
Signpost Corner ·
Bedstead Corner ·
The Nook ·
37th Milestone ·
38e mijl:
Bemahague ·
Governor's Bridge ·
Governor's Dip ·
Glencrutchery Road ·
38th Milestone